# Handelskammer Hamburg

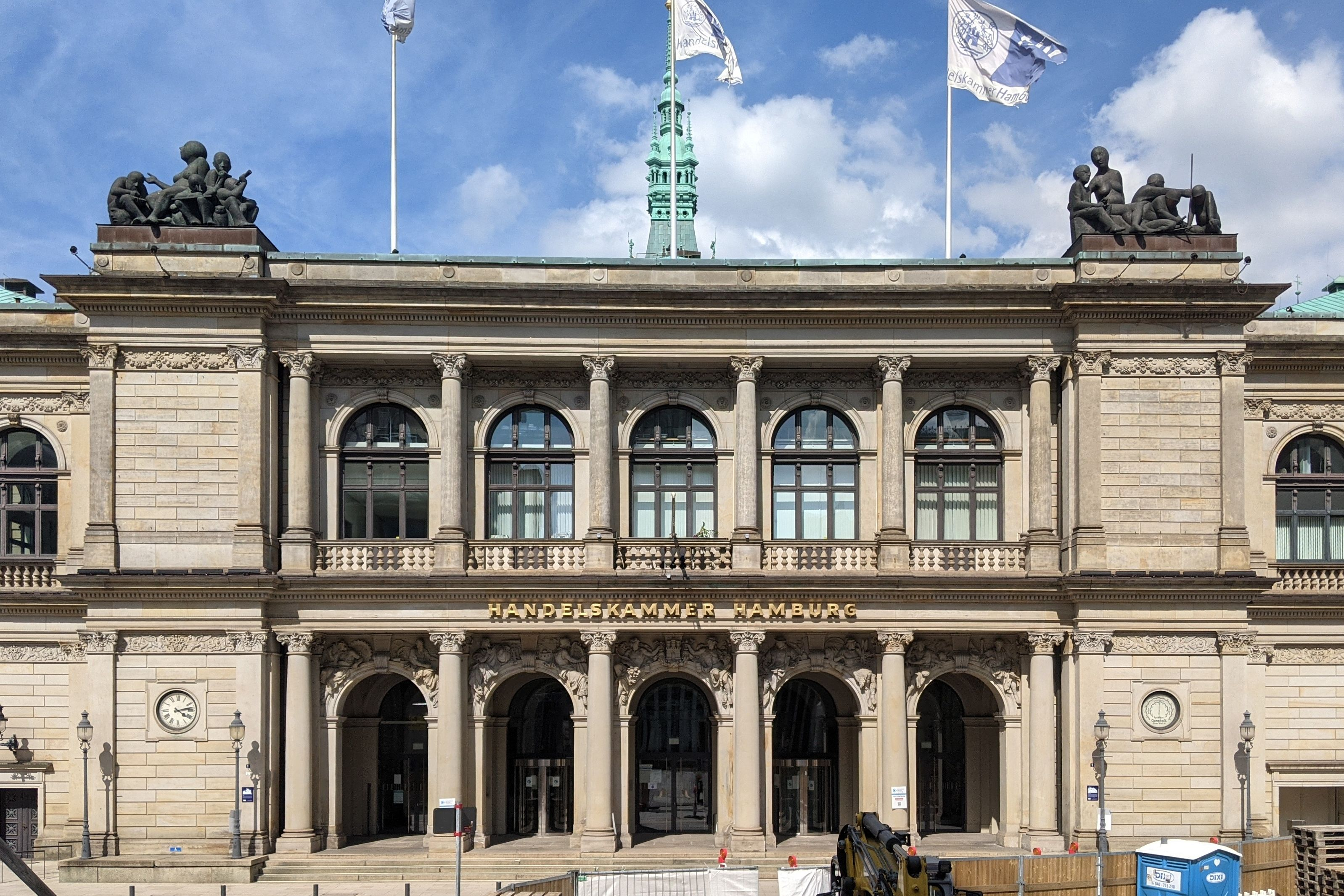
Sitz der Handelskammer Hamburg im Börsengebäude am Adolphsplatz

Die Handelskammer Hamburg ist die Industrie- und Handelskammer für die Freie und Hansestadt Hamburg und wurde im Jahr 1665 (damals noch als Commerz-Deputation) gegründet. Sie vertritt als Kammer etwa 170.000 Unternehmen. Die Handelskammer setzt sich vor allem für wirtschaftsfreundliche Standortbedingungen im Hamburger Wirtschaftsraum ein. Existenzgründer und Unternehmer unterstützt sie mit umfangreichen Beratungs- und Serviceangeboten. Außerdem übernimmt sie hoheitliche Aufgaben etwa im Bereich der dualen Berufsausbildung (Abnahme von Prüfungen etc.).

## Sitz
Die Handelskammer Hamburg hat ihren Sitz direkt hinter dem Hamburger Rathaus im selben Gebäude wie die „Hamburger Börse“, deren Trägerin sie ist. Die heutige Wertpapierbörse Börsen AG hat ihren Sitz im Rathausmarkt-Hof. Der Haupteingang zur Handelskammer befindet sich am Adolphsplatz 1.

## Organisation
An der Spitze der Handelskammer steht der Präses. Der Präses vertritt die Handelskammer gemeinsam mit dem Hauptgeschäftsführer.
Das Präsidium besteht neben dem Präses aus sechs Vizepräsides. Es bestimmt die Arbeitsschwerpunkte der Handelskammer und bereitet die Beschlüsse des Plenums vor. Das Plenum ist das „Parlament der Wirtschaft“ und wird alle drei Jahre von den  Mitgliedsunternehmen gewählt. Dafür werden die Unternehmen in neun Wahlgruppen nach Branchen mit jeweils drei Untergruppen (kleine, mittlere und große Unternehmen) eingeteilt. Das Plenum hat bis zu 66 Mitglieder, die ehrenamtlich arbeiten. 58 Kandidaten werden unmittelbar gewählt, bis zu acht zusätzliche Plenarier können in mittelbarer Wahl von den gewählten Plenarmitgliedern hinzugewählt werden. Zur Vorbereitung und Unterstützung der Arbeit des Plenums und Präsidiums werden Ausschüsse und Arbeitskreise gebildet (derzeit 36).
Der Geschäftsbereich Bildungs-Service umfasst alle Aktivitäten der beruflichen und akademischen Bildung. Diese werden im Bereich der beruflichen Weiterbildung seit 1999 durch die Tochtergesellschaft HKBiS Handelskammer Hamburg Bildungs-Service gGmbH angeboten und durchgeführt.
Im Jahr 2009 hat die Handelskammer Hamburg die „Junge Akademie“ gegründet. Das zweijährige Weiterbildungsangebot für Jugendliche im Alter von 15 bis 20 Jahren vermittelt Wirtschaftswissen und hat das Ziel Kontakt zwischen jungen Menschen und Unternehmen herzustellen.
Mit „Hamburg 2040: Wie wollen wir leben – und wovon“ hat die Handelskammer Hamburg im Frühjahr 2021 eine neue Standortstrategie ins Leben gerufen, an der sich ihre Aktivitäten zukünftig ausrichten.

### Wahlen
Bei den Handelskammerwahlen 2017 erhielten Unterstützer des Bündnisses Die Kammer sind WIR mit 55 von 58 Gewählten die absolute Mehrheit der Sitze in der Vollversammlung der Handelskammer. Das Bündnis der „IHK-Rebellen“ orientiert sich an der Programmatik des 1996 gegründeten Bundesverbandes für freie Kammern (BffK). Im April 2017 wurde Tobias Bergmann zum Präses gewählt. Er trat am 8. Dezember 2018 überraschend zurück. Die Präses-Aufgaben hat André Mücke übernommen. Bei den Wahlen 2019/2020 setzt sich das Bündnis um Norbert Aust durch, der im April zum neuen Präses gewählt wurde.

## Kompetenzfelder
Die inhaltliche Arbeit der Handelskammer Hamburg gliedert sich in folgende Kompetenzfelder:
1. Nachhaltigkeit
2. Mobilität
3. Fachkräfte
4. Lebenswerte Metropole
5. Innovation
6. Außenwirtschaft
7. Transformation und Recht
8. Finanzplatz und Börse (s. a. Hamburger Börse)

## Geschäftszahlen
Die Handelskammer verfügt im Berichtsjahr 2019 über Einnahmen in Höhe von 53,2 Mio. €, davon 42,6 Mio. € aus Beiträgen der Mitgliedsunternehmen. Sie beschäftigt rund 267 hauptamtliche Mitarbeiter.
Der Mitgliedsbeitrag 2019 setzte sich zusammen aus einem gestaffelten Grundbeitrag (10 Euro bis 9.500 Euro) und einer Umlage (0,22 % vom Gewerbeertrag/Gewinn). Die Beitragshöhe war abhängig von der gewählten Rechtsform, Höhe der vom Finanzamt festgesetzten Gewerbeerträge/Gewinne und bei Großunternehmen zusätzlich von der Höhe des Umsatzes.

## Geschichte

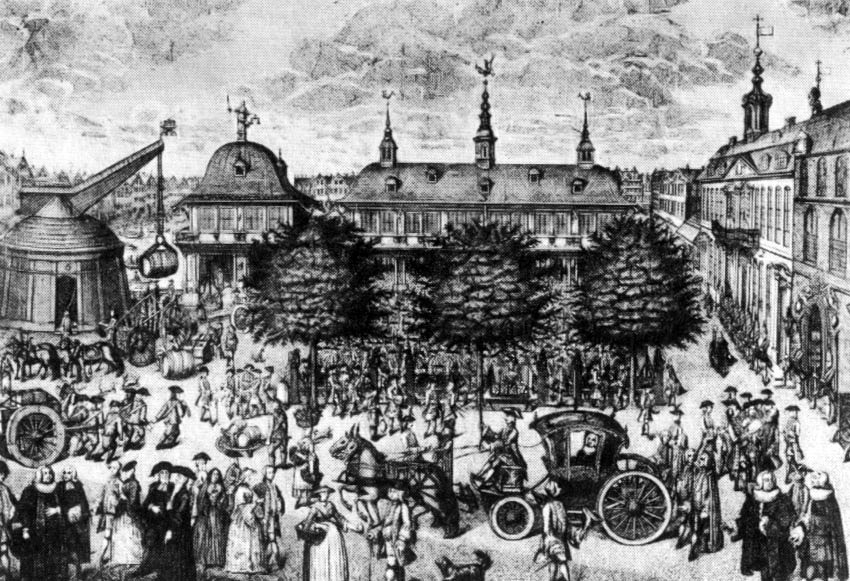
Um 1735: Das Gebäude von Waage und Commerzdeputation links neben dem Kran und der alten Börse (Mitte) am Nikolaifleet. Ganz rechts das alte Rathaus an der Trostbrücke.

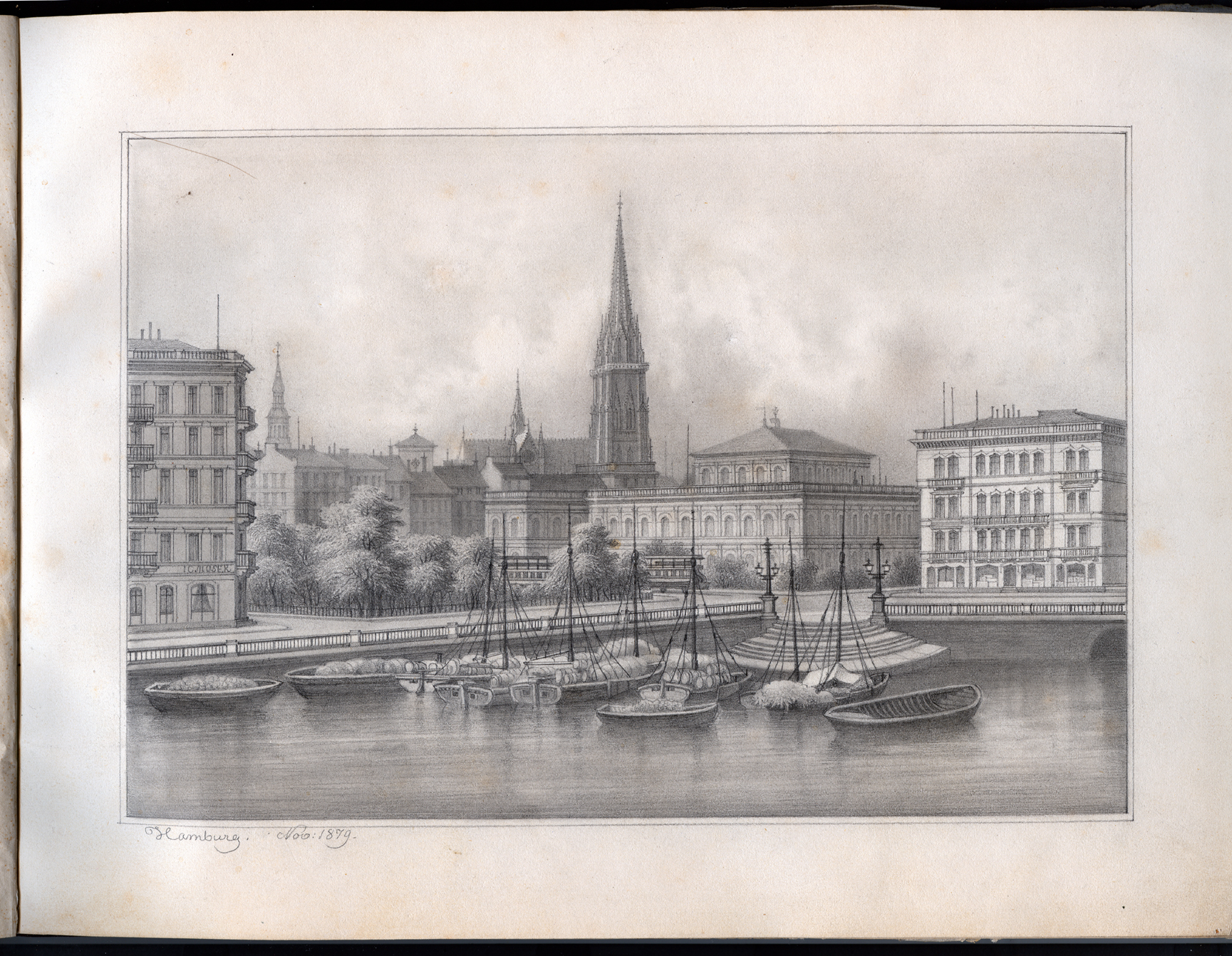
Blick auf die Börse (Bildmitte re.) am Adolphsplatz von den Alsterarkaden;
Zeichnung von Wilhelm Kretschmer, 1879

Die Handelskammer Hamburg ist die älteste deutsche Handelskammer. Sie wurde 1665 als Commerz-Deputation von den Seehandel treibenden Hamburger Kaufleuten gegründet. Diese hatten bereits 1517 das Recht erhalten einen Vorstand zu wählen, wodurch der Zusammenschluss des gemeenen Kopmann entstand (die heutige Versammlung Eines Ehrbaren Kaufmanns zu Hamburg), auf dessen Initiative bereits die erste deutsche Börse 1558 in Hamburg entstand. 1710 erhielt die Commerzdeputation Sitz und Stimmrecht in der Bürgerschaft. 1735 bezog die Commerzdeputation Räume über der 1669 erbauten Stadtwaage, die zwischen Kran und (alter) Hamburger Börse am Nikolaifleet nahe dem Rathaus an der Trostbrücke lag. Noch im gleichen Jahr entstand darin die Commerzbibliothek, die weltweit erste Wirtschaftsbibliothek. Das Commercium genannte Gebäude wurde 1767 noch erweitert. Während der französischen Besetzung Hamburgs erfolgte vorübergehend eine Umbildung in eine Handelskammer nach französischem Vorbild.
Als 1822 die aufständischen spanischen Provinzen in Süd- und Mittelamerika durch die Vereinigten Staaten anerkannt wurden, fiel auch das Handelsmonopol Spaniens mit seinen Kolonien. In Furcht vor ähnlichen Ereignissen öffnete auch England den unmittelbaren Handel mit seinen Kolonien. Dies hatte zur Folge, dass „die Hanseaten damals zum zweitenmal den größten Teil der Neuen Welt entdeckten“. Der Historiker Heinrich Reincke schreibt, dass der Präses der Kommerzdeputation „in die Versammlung des Ehrbaren Kaufmanns“ hineinrief: „Hamburg hat Kolonien erhalten!“. Im Juli 1883 forderte die Handelskammer nach dem Entwurf eines Konzepts von Adolph Woermann die Regierung des Deutschen Reiches auf, den Erwerb von Kolonien in (West-)Afrika zu forcieren.
1841 eröffnete die Börse – auf dem Gelände des ehemaligen Maria-Magdalenen-Klosters und Kirche – in einem Neubau am Adolphsplatz. Dieser bestand damals nur aus dem mittleren Teil des heutigen Gebäudes. Sie wurde gleichzeitig zum neuen Sitz der Commerz-Deputation, während im Jahr darauf das alte Gebäude beim Hamburger Brand zerstört wurde. Im Jahr 1867 benannte sich die Commerz-Deputation in Handelskammer um. 1907 erhielt die Handelskammer offiziell das Recht, auch die Industrie zu vertreten, was bereits seit 1900 über die von ihr gebildete Industriekommission praktiziert worden war. 1933 trat das Gesetz betr. Vorläufige Neubildung der Handelskammer in Kraft und das Plenum wurde neu konstituiert. 1934 wurde die nun sogenannte Industrie- und Handelskammer Hamburg Geschäftsstelle der Wirtschaftskammer Nordmark (Hamburg, Lübeck, Schleswig-Holstein, Mecklenburg und Teile Nord-Hannovers). Mit dem Groß-Hamburg-Gesetz erweiterte sich auch die Zuständigkeit der Hamburger Kammer 1937 um Altona, Harburg, Wandsbek und Wilhelmsburg. 1943 wurde die „Gauwirtschaftskammer Hamburg“ eingerichtet, die auch die Handwerkskammer und die Wirtschaftskammer Nordmark einschloss. Nach Kriegsende erfolgte 1945 die Rückbenennung in Handelskammer Hamburg. Durch Bundes- und Landesgesetz erhielten die Kammern 1955/1956 wieder einheitlich den Status einer öffentlich-rechtlichen Körperschaft.

### Präsides seit 1665

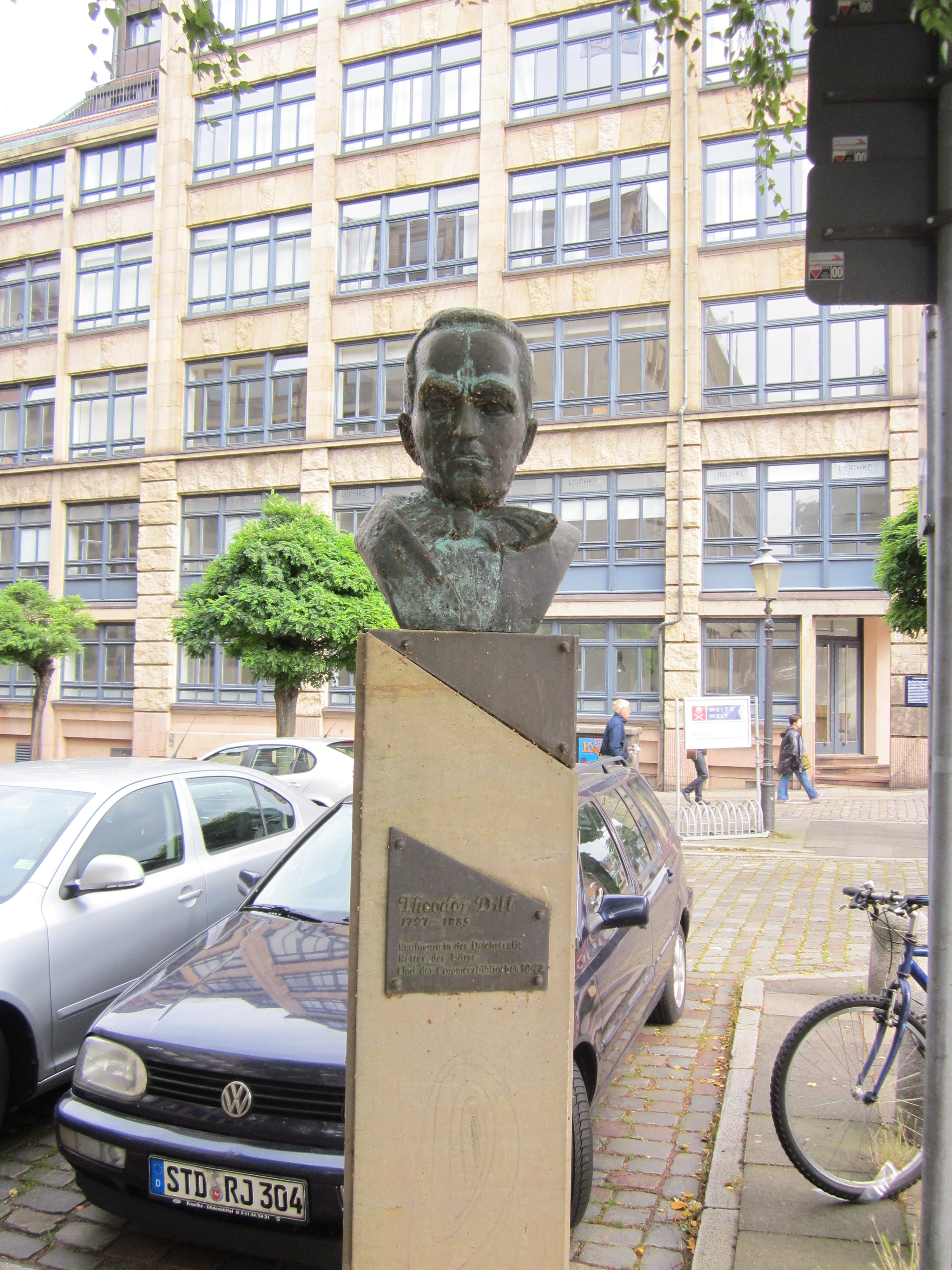
Büste Theodor Dills, der 1846 Präses der Handelskammer war, in Erinnerung seiner mutigen Rettung der Hamburger Börse – dem Sitz der heutigen Handelskammer – beim verheerenden Hamburger Brand von 1842

- Michael Heusch (Januar 1665–Februar 1667)
- Daniel Le Conte (Februar 1667–März 1668)
- Hinrich Busch (März 1668–Februar 1669)
- Johan Gull (Guhl, Guhle) (Februar 1669–November 1671)
- Frans von Bremen (November 1671–April 1674)
- Frans Schloyer (April 1674–August 1675)
- Barthold Jencquel (August 1675–September 1676)
- Johan Jacob von Huebner (September 1676–Februar 1678)
- Frans de la Camp (Februar 1678–März 1678)
- Hinrich Witte (März 1678–April 1679)
- Simon Fock (April 1679–März 1681)
- Johan Cordes (März 1681–Dezember 1683)
- Jochim Jarchau  (Januar 1684–April 1686)
- Hinrich de Dobbeler (September 1686–Mai 1687)
- Peter Burmester (Mai 1687–Mai 1689)
- Hinrich Kronenburg (Mai 1689–Mai 1690)
- Herman Harbart (Mai 1690–Mai 1691)
- Herman Krochman (Mai 1691–Mai 1692)
- Adrian Boon (Mai 1692–Mai 1693)
- Paul (Rudolfs) Amsinck (Mai 1693–Mai 1694)
- Walter Beckhoff (Mai 1694–Juli 1695)
- Hinrich von Som (Sum) (Juli 1695–Mai 1696)
- Jacob Brommer (Mai 1696–September 1696)
- Johan Schulte (Oktober 1696–Mai 1697)
- Thomas Dreyer (Mai 1697–Mai 1699)
- Hermann Luis (Mai 1699–September 1700)
- Hans Hinrich von Dort (September 1700–März 1702)
- Jacob Greve (März 1702–August 1703)
- Johan Wischoff (August 1703–Juni 1704)
- Michael Wilckens (Juni 1704–Juni 1705)
- Joris Tamm (Juni 1705–Juni 1706)
- David Geismer (Juni 1706–Juni 1707)
- Hinrich Peter Kentzler (Juni 1707–Juni 1708)
- Adam Hübener (Juni 1708–Juni 1709)
- Joachim Boetefeur (Juni 1709–Juli 1710)
- Jürgen Greve (Juli 1710–Oktober 1711)
- Matthias Schmid (Oktober 1711–Juli 1712)
- Gerd Sops (Juli 1712–März 1713)
- Jacob Vockmann (März 1713–April 1714)
- Joh. Adrian Boon (April 1714–März 1715)
- Georg Jencquel (März 1715–Mai 1716)
- Frans Mente (Mai 1716–Juni 1717)
- Gerd Burmester (Juni 1717–Juni 1718)
- Johan Caspar Weber (Juni 1718–Juni 1719)
- Lorenz Thiele (Juni 1719–Juni 1720)
- Hinrich Thorlade (Juni 1720–Juni 1721)
- Jacob Martens (Juni 1721–August 1722)
- Johann Berenberg (August 1722–September 1723)
- David Doormann (September 1723–Oktober 1724)
- Philipp Boon (Oktober 1724–Dezember 1725)
- Hinrich Jencquel (Dezember 1725–September 1726)
- Albert Schulte (September 1726–Juni 1727)
- Andreas Beckhoff (Juni 1727–September 1728)
- Rudolf Berenberg  (Oktober 1728–Dezember 1729)
- Raetje Richters (Dezember 1729–Dezember 1730)
- Otto Hinrich (Dezember 1730–Januar 1732)
- Nicolaus Jante (Januar 1732–März 1733)
- Johann Glöde (März 1733–April 1734)
- Rodrigo Voss (April 1734–März 1735)
- Peter Voigt (März 1735–Februar 1736)
- Johan Ludewig Hübener (Februar 1736–Juni 1737)
- Johan Diederich Beckhoff (Juni 1737–Mai 1738)
- Peter Greve (Mai 1738–September 1738)
- Johan Diederich Cordes (September 1738–August 1739)
- Bartold Schlebusch (August 1739–Juli 1740)
- Christian Hollmer (Juli 1740–August 1741)
- Hieronymus Burmester (August 1741–April 1742)
- Paul Paulsen (April 1742–April 1743)
- Rudolph Kentzler (April 1743–Mai 1744)
- Johann Arnold Ellermann (Mai 1744–Mai 1745)
- Rudolph Michael Ridel (Mai 1745–März 1746)
- Samuel Diederich Mutzenbecher (März 1746–April 1747)
- Cornelius Jacob Berenberg (April 1747–August 1748)
- David Friedrich Klug (August 1748–Juli 1749)
- Simon Tamm (Juli 1749–Mai 1750)
- Johann Hinrich Martens (Mai 1750–September 1751)
- Paridom Colldorf (September 1751–Juni 1752)
- Johann Georg Poppe (Juni 1752–November 1753)
- Johann Paul Dimpfel (November 1753–Dezember 1754)
- Heinrich Hancker (Dezember 1754–November 1755)
- Caspar Voght (November 1755–November 1756)
- Hieronymus Matthiessen (November 1756–Oktober 1757)
- Jacob Jencquel (Oktober 1757–April 1758)
- Frantz Nicolaus Lütjens (April 1758–Mai 1759)
- Jürgen Schultz (Mai 1759–Mai 1760)
- Paul Berenberg (Mai 1760–Juni 1761)
- Gotthelf Bagge (Juni 1761–Januar 1763)
- Johann Hinrich Dimpfel (Januar 1763–Januar 1764)
- Hinrich Christoph Lienau (Januar 1764–Februar 1765)
- Andreas Schütt (Februar 1765–Februar 1766)
- Frans Poppe (Februar 1766–Februar 1767)
- Johann Gottlieb Gerhard (Februar 1767–März 1768)
- Johann Conrad Klinck (April 1768–März 1769)
- Johann Friederich Tonnies (März 1769–April 1770)
- Johannes Schuback (Mai 1770–Mai 1771)
- Nicolaus Anton Johann Kirchhoff (Mai 1771–Juli 1772)
- Paridom Daniel Kern (Juli 1772–Juli 1773)
- Georg Heinrich Eimbcke (Juli 1773–Juni 1774)
- Johann Jacob Böhl (Juli 1774–März 1775)
- Hinrich Petersen (März 1775–März 1776)
- Johann Siegmund Westphalen (März 1776–März 1777)
- Jürgen von Spreckelsen (März 1777–April 1778)
- Friedrich Justus (April 1778–März 1779)
- Johann Ludewig Wibel (März 1779–April 1780)
- Johann Bernhard Paschen (Mai 1780–September 1781)
- Johann Gerhard Greve (September 1781–September 1782)
- Franz Lorenz Gries (September 1782–August 1783)
- Martin Hieronymus Ohmann (August 1783–August 1784)
- Johann Daniel Klefeker (August 1784–Juli 1785)
- Christian Matthias Schröder (Juli 1785–Juli 1786)
- Frans Klefeker (Juli 1786–August 1787)
- Johann Gabe (August 1787–Februar 1789)
- Johann Ludewig Barthold Heise (Februar 1789–März 1790)
- Hinrich Claus Sonntag (April 1790–Februar 1791)
- Georg Heinrich Sieveking (Februar 1791–März 1792)
- Johann Daniel Koch (März 1792–April 1793)
- Johann Diederich Luis (April 1793–März 1794)
- Johann Valentin Meyer (März 1794–Juli 1795)
- Heinrich Wilhelm Christian Eimbcke (Juli 1795–Mai 1796)
- Johann Hinrich Rücker (Mai 1796–März 1797)
- David Hinrich Rowohl (März 1797–April 1798)
- Martin Johann Jenisch (April 1798–April 1798)
- Luer Anthon Prösch (April 1798–März 1799)
- Johann Friederich Mohn (April 1799–April 1800)
- Johann Ernst Friedrich Westphalen (April 1800–Juli 1801)
- Carl Wilhelm Pistorius (Juli 1801–Mai 1802)
- Jacob Hinrich Jencquel (Juni 1802–Juni 1803)
- Georg Wortmann (Juli 1803–März 1805)
- Nicolaus Bernhard Eybe (April 1805–März 1806)
- Hans Peter Moenck (April 1806–Mai 1807)
- Johann Conrad Sievert (Juni 1807–April 1808)
- Carsten Wilhelm Soltau (Mai 1808–April 1809)
- Lüer Nicolaus Lütkens (Mai 1809–Mai 1810)
- Hieronymus Sillem (Mai 1810–Juni 1811)
- Johann Georg Hasche (Juni 1811–April 1812)
- Martin Garlieb Sillem (März 1813–August 1814)
- Frans Detlof Bieber (September 1814–April 1816)
- Jacob Albers (April 1816–April 1817)
- Ludewig Erdwin Seyler (Mai 1817–Juli 1818)
- Richard Parish (September 1818–Juni 1819)
- Henrich Droop  (Juli 1819–Juni 1820)
- Peter Keetman (n) (Juli 1820–September 1821)
- Siegfried Reinhard Baumeister (September 1821–Mai 1822)
- Martin Joseph Haller (Mai 1822–Mai 1823)
- Anton Diedrich Schröder (Juni 1823–Mai 1824)
- Christian Jacob Johns (Juni 1824–Mai 1825)
- Johan Andreas Prell (Juni 1825–Mai 1826)
- Franz Matthias Mutzenbecher (Juni 1826–Mai 1827)
- Johann Diederich Stoppel (Juni 1827–Mai 1828)
- Nicolaus Bernhard Eybe (Juni 1828–Mai 1829)
- Johann Christian Hinsch (Juni 1829–Mai 1830)
- Jaques Henri de Chapeaurouge (Juni 1830–Juni 1831)
- Peter Godeffroy (Juni 1831–Juni 1832)
- Georg Heinrich Kaemmerer (Juni 1832–Juni 1833)
- Ascan Wilhelm Lutteroth-Legat (Juni 1833–Juni 1834)
- Johann Siemsen (Juni 1834–Mai 1835)
- Gottfried Geffcken (Mai 1835–Juni 1836)
- Carl Wilhelm Schröder (Juni 1836–Juni 1837)
- Johann Georg Maack (Mai 1837–Mai 1838)
- Ernst Heinrich Jacob Michahelles (Mai 1838–Mai 1839)
- Johann Heinrich Carl Höber (Juni 1839–Juni 1840)
- Georg Friedrich Vorwerk (Juni 1840–Juni 1841)
- Georg Hinrich Büsch (Juni 1840 – Dezember 1841)
- Octavio Rudolph Schröder (Januar 1842–Dezember 1842)
- Adolph Eduard Vidal (Januar 1843–Dezember 1843)
- Heinrich Geffcken (Januar 1844–Dezember 1844)
- Cesar Godeffroy (Januar 1845–Dezember 1845)
- Theodor Dill (Januar 1846–Dezember 1846)
- Justus Carl Wilhelm Ruperti (Januar 1847–Dezember 1847)
- Adolph Jacob Hertz (Januar 1848–Dezember 1848)
- Wilhelm Theodor Schiller (Januar 1849–Dezember 1849)
- Anton Daniel Pehmöller (1850–1851)
- Robert Flor (1851)
- August Joseph Schön (1852)
- Wilhelm Gossler (1853)
- Johann Friedrich Carl Refardt, sen. (1854)
- Carl Ludwig Meister (1855)
- Robert Kayser (1856)
- Peter Franz Biancone (1857)
- Adolph Godeffroy (1858)
- August Sanders (1859)
- Claes Christian Crasemann (1860)
- Ferdinand Jacobson (1861)
- Edgar Daniel Roß (1862)
- Johann Georg Trautmann (1863)
- Heinrich Amsinck (1864)
- Peter Anton Rodatz (1865)
- Adolph Ferdinand Hertz (1866)
- Johann Conrad Warnecke (1867)
- Gustav Adolf Schön (1868–1869)
- Carl Johannes Koyemann (1870–1871)
- Johann Friedrich Thomas Stahmer (1872)
- Marcus Wolf Hinrichsen (1873)
- Carl Wilhelm Ludwig Jacob (1874)
- Alexander August Borgnis (1875)
- Heinrich August Müller (1876)
- Johan Cesar Godeffroy (1877)
- Daniel Roß (1878)
- Ernst Gossler (1879)
- Arthur Lutteroth (1879–1882)
- Johann Friedrich Carl Refardt, (1883–1884)
- Adolph Woermann (1884–1885)
- Robert Eduard Julius Mestern (1885–1888)
- Siegmund Hinrichsen (1889–1891)
- Gustav August Rudolph Crasemann (1891–1895)
- Carl Ferdinand Laeisz (1895–1898)
- Adolph Woermann (1899–1903)
- Heinrich Alfred Michahelles (1903–1907)
- Max von Schinckel (1907–1910)
- Heinrich Edmund Bohlen (1911–1914)
- Gustav August Rudolph Crasemann (1915–1917)
- Friedrich Carl Hermann Heye (1917–1918)
- Franz Heinrich Witthoefft (1919–1923)
- Hermann Rudolf Münchmeyer (1923–1927)
- Anton Cornelius Hübbe (1927–1931)
- Carl Ludwig Nottebohm (1931–1933)
- Hermann Victor Hugo Hübbe (1933–1937)
- Otto Joachim de la Camp (1937–1945)
- Max Mörck (1945)
- Johann Jacob Paul Wirtz (1945–1946)
- Albert Schäfer (1946–1956)
- Alwin Münchmeyer der Jüngere (1956–1959)
- Johann Rudolph IV von Schröder (1960–1963)
- Rolf Stödter (1964–1968)
- Herbert Westerich (1969–1974)
- Rudolf Schlenker (1975–1980)
- Carl Heinz Illies (1981–1986)
- Peter Möhrle (1987–1990)
- Klaus Asche (1990–1996)
- Nikolaus W. Schües (1996–2002)
- Karl-Joachim Dreyer (2002–2008)
- Frank Horch (2008–2011)
- Fritz Horst Melsheimer (2011–2017)
- Tobias Bergmann (April 2017 bis 8. Dezember 2018)
- André Mücke, Vizepräses und kommissarischer Präses (2018–2019)[25]
- Norbert Aust (seit April 2020)

## Hamburger Wirtschaft
Das alle zwei Monate erscheinende Mitgliedermagazin HW | Hamburger Wirtschaft ist die offizielle Publikation der Handelskammer Hamburg. Das Wirtschaftsmagazin beleuchtet Konjunktur und Wirtschaftspolitik aus regionaler Sicht, kommentiert regionalpolitische Entscheidungen aus dem Blickwinkel der Wirtschaft und gibt Tipps für die tägliche Führungspraxis. Darüber hinaus erhalten die Leser Informationen über Steuern, Finanzen, Recht, Außenwirtschaft, Absatz, Handel, Verkehr, Berufsausbildung und Weiterbildung. Die Zeitschrift geht an Vollmitglieder der Handelskammer Hamburg, Institutionen und Politik.

## Kritik
Im Januar 2006 geriet das Mitgliedermagazin aufgrund einer Karikatur in Kritik, die sich gegen bettelnde Menschen in der Hamburger Innenstadt richtete. Im Zusammenhang mit den Wahlen zum Plenum wurde 2014 kritisiert, dass das Gehalt des Hauptgeschäftsführers nicht offengelegt, sondern nur die Gesamtsumme der Gehälter aller führenden Mitglieder der Geschäftsführung veröffentlicht würden. Gregor Hackmack, Mitglied des Aktionsbündnisses „Die Kammer sind WIR“ erklärte dazu: „Eine Handelskammer, die sich aus Zwangsbeiträgen finanziert und die das Gehalt ihres Hauptgeschäftsführers wie ein Staatsgeheimnis hütet, ist in Sachen Transparenz mit Sicherheit kein guter Ratgeber.“ Anfang August 2015 wurde die Gesamtsumme der Bezüge von Hauptgeschäftsführer Hans-Jörg Schmidt-Trenz in Höhe von 475.000 Euro für das Jahr 2014 bekannt.

## Gebäude

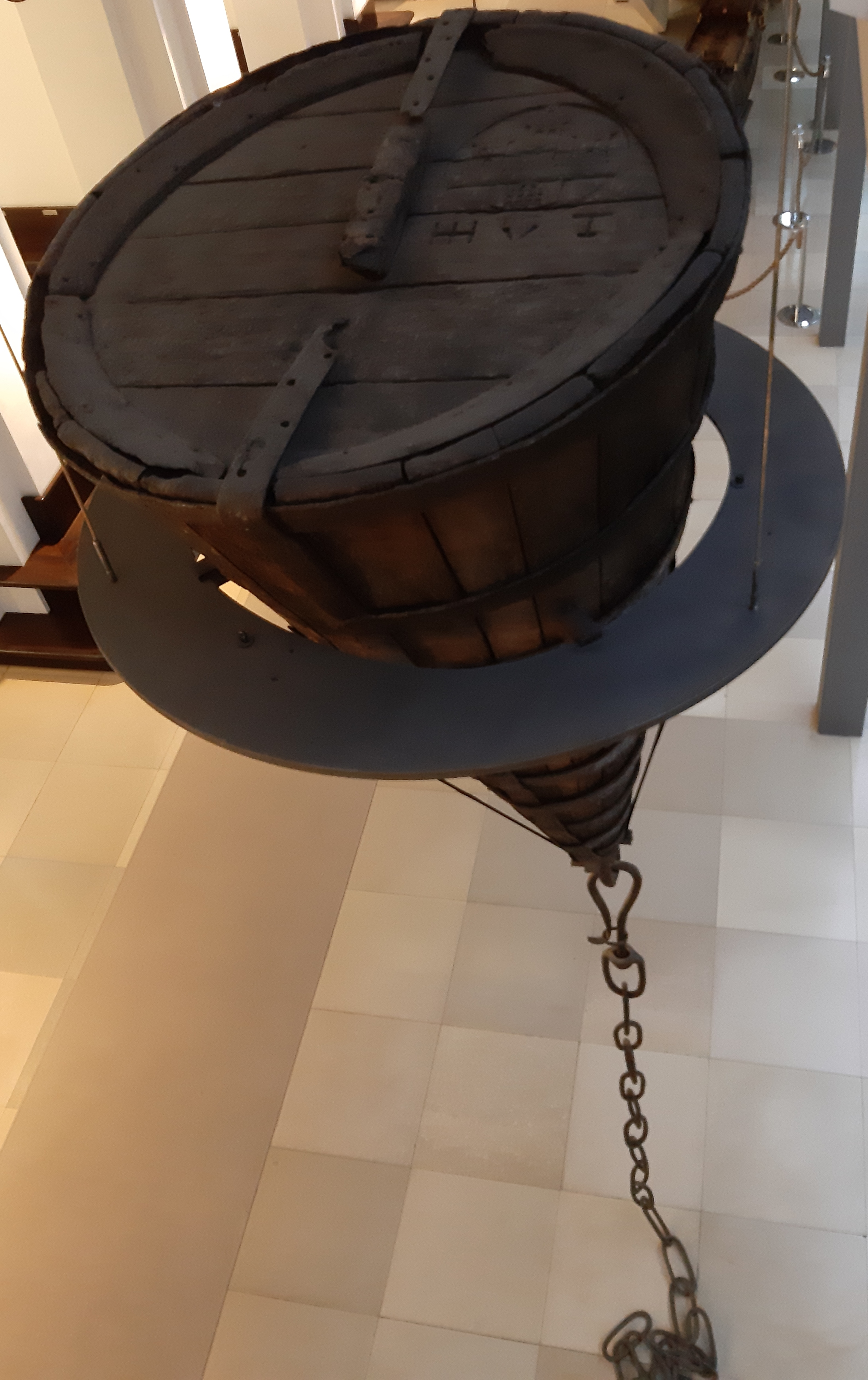
Hamburgische Seetonne mit Ankerkette

Das Gebäude ist im klassizistischen Stil gehalten.
Im Erdgeschoss  befinden sich Commerzbibliothek, Service-Center für die Wirtschaft, Welcome Center für Hamburger Neubürger, die repräsentativen Säle Börsensaal und Commerzsaal, das Restaurant Pfeffersack und von außen erreichbar der Info-Point-Europa. Teils freischwebend, teils im Erdgeschoss des Börsensaales sind Modelle Hamburger Konvoischiffe, das waren Kriegsschiffe zur Bekämpfung der Piraterie, aufgestellt. Ferner ist hier eine originale Hamburgische Seetonne aus dem 17. Jahrhundert freischwebend und mit Ankerkette und Ankerstein ausgestellt. Sie wurden benutzt zur Markierung der Fahrrinne der Elbe.
Vom Erdgeschoss führt eine Treppe in den fünfgeschossigen Kubus Haus im Haus. In der Ebene 1 ist das Gründerzentrum eingerichtet. Im ersten Geschoss (Ebene 2) befinden sich der Raum Kunst in der Handelskammer. Weiter sind Säle und Zimmer und eine umlaufende Galerie erreichbar. In Ebene 3 befindet sich eine Dauerausstellung zum Wirken der Handelskammer. Die Ebenen 4 und 5 sind nicht öffentlich zugänglich. Dort sind Börsenclub, Restaurant und Lounge und auf dem Dach des Börsengebäudes die Merkur-Terrasse.

## Regelmäßige Veranstaltungen
- Alljährliche Versammlung Eines Ehrbaren Kaufmanns zu Hamburg
- wechselnde Kunstausstellungen auf der Galerie der Handelskammer und im „Haus im Haus“ in der zweiten Ebene[34]
- alljährlicher Norddeutscher Versicherungstag

## Niederlassungen
- Brüssel (seit 1959)
- St. Petersburg (seit 1993)
- Schanghai (seit 2002)
- Dubai (seit 2006)
- Mumbai (seit 2011)

## Tochtergesellschaften
- HKS Handelskammer Hamburg Service GmbH
- Handelskammer Hamburg Bildungs-Service gGmbH
- Hamburgisches Weltwirtschaftsinstitut gGmbH
- Gesundheitswirtschaft Hamburg (50 %)